# سید محمدعلی کشاورز صدر
سید محمدعلی کشاورز صدر ملقب به بهادرالملک (زادهٔ ۱۲۸۱ محلات – ۱۳۵۳). استاندار، نماینده مجلس شورای ملی و از اعضای جبهه ملی ایران بود.

## تحصیلات
محمدعلی کشاورز صدر از مدرسه عالی حقوق مدرک لیسانس حقوق را دریافت نموده و در دادگستری مشغول به کار شد. وی پس از طی مراحل گوناگون قضایی و تصدی سمت‌های دادستان و رئیس دادگستری در سال ۱۳۲۵ به سمت مدیر کل بازرسی وزارت دادگستری انتخاب گردید.

## فعالیت‌های سیاسی
کشاورز صدر در دوره‌های پانزدهم و شانزدهم به نمایندگی خرم‌آباد در مجلس شورای ملی انتخاب شد. در فاصله دو مجلس معاون نخست‌وزیر (محمد ساعد) بود. پس از پایان دوره شانزدهم در دوره نخست‌وزیری دکتر مصدق، نخست به استانداری گیلان (برای اجرای قانون ملی شدن شیلات) استانداران گیلان و سپس به استانداری اصفهان منصوب شد. پس از کودتای ۲۸ مرداد دستگیر شد و به زندان افتاد.
با تشکیل  جبهه ملی دوم او که جزء هیئت مؤسس این سازمان بود به سمت سخنگوی جبهه ملی منصوب شد. کشاورز صدر مجدداً در کنگره ۱۳۴۱ از سوی اعضای شرکت کننده در کنگره به سمت عضویت در شورای مرکزی انتخاب شد و از سوی شورای مرکزی نیز وی را دوباره به سمت سخنگویی جبهه ملی ایران انتخاب کرد. او از سال ۱۳۳۹ تا ۱۳۴۲ سخنگوی جبهه ملی ایران بود.
کشاورز صدر در ۲۵ تیر ماه ۱۳۵۳ درگذشت.

## متن وصیتنامه کشاورز صدر در غروب ۲۸ مرداد
همسر مهربان، در این ساعت که این نامه را برای شما می‌نویسم خبر سقوط دولت محبوب ملی رسید. تلگراف تهران کار نمی‌کند. لشکر، اداره امور را در دست گرفته و صدای شلیک گلوله پی در پی به گوش می‌رسد. من در منزل آقای دکتر رئیسی، رئیس بهداری این نامه را می‌نویسم با کمال سرافرازی هر لحظه انتظار می‌کشم مرا دستگیر و محبوس نمایند یا مستقیم یا غیرمستقیم کشته شوم. صریحاً به شما و فرزندان عزیزم به این وسیله می‌گویم، سرفراز و خوشوقت و مفتخرم که در راه خدمت به ملت ایران و کشور منحرف نشده و اگر در این راه کشته شوم افتخار من است. اگر زنده ماندم و شماها را دیدم باز هم در راه خدمت به ملت و برای حفظ آزادی فداکاری خواهم کرد. اگر مردم، فرزندانم را به شما می‌سپارم و سعادت شماها را از خدا مسئلت دارم. اگر آزادی و حیات نصیبم نشد که شماها و اقوام و دوستانم را ببینم سلام مرا به همه برسانید اگر از من دلگیری دارند عفو و بخشش بخواهید، زندگی ارزش ندارد و مرگ با افتخار و شرف بر زندگی و بندگی رجحان دارد. اگر از من آزرده باشند عفو و بخشش بخواهید. برادر و خواهرهای مرا سلام برسانید و بگویید بخیر مرا یاد نمایند. در اصفهان مبلغ دو هزار تومان به آقای حسین آتش مقروض هستم و مبلغ سیصد تومان به آقای شهردار و مبلغ سیصد تومان به آقای شریفی فرماندار بدهی دارم در اولین فرصت اگر حقوق عقب افتاده‌ام را دادند بپردازید والا در موقعی که دسترس دارید فوری بپردازید. به شما و همه کسانم سفارش می‌کنم نسبت به نادر عزیز و بیژن و روشنک مهربان باشید و در تأمین راحتی آنها مضایقه ننمایید. به مهین عزیز سفارش کنید چون ضعیف‌المزاج است از فعالیت زیاد دست بردارد. شما مسئول تربیت فرزندان من و خودت هستی و با خونسردی و تحمل و صبر از آنها نگهداری کنید. به همه فرزندان خودم سفارش می‌کنم با مادر خود بی‌اندازه مهربان باشند، شما را بخدا می‌سپارم. قربان همگی شما – کشاورز صدر، ساعت ۵/۷ بعد از ظهر ۱۳۳۲/۵/۲۸
اکنون ساعت ۱۱ شب است که آقای سرهنگ شهریور مرا از منزل آقای دکتر حکمی به لشکر می‌برند تا خدا چه خواهد. کشاورز صدر شما و بچه‌ها نگران نباشید.

## کتابشناسی[۶]
1. از رابعه تا پروین --- تحقیق و تألیف
2. عقاب کامازان، ی‍ا، ک‍ری‍م‍خ‍ان زن‍د: از م‍رگ ن‍ادر… ت‍ا ش‍ک‍س‍ت ع‍ل‍ی‍م‍ردان‍خ‍ان
3. مکتب سعدی
4. آئین و رویه دادرسی محبوس و مقتول
5. آیین و رویه دادرسی کیفری، گرد آورنده سید محمد علی کشاورز صدر، از انتشارات ابن سینا، تهران ۱۳۴۸
6. ب‍ه‍ت‍ری‍ن آث‍ار ک‍ل‍ی‍م ک‍اش‍ان‍ی، ت‍ه‍ران: ص‍ف‍ی ع‍ل‍ی‍ش‍اه، ۱۳۳۳
7. زندگی‌نامه و خاطرات سیاسی سیدمحمدعلی کشاورز صدر: گردآوری برای نشر علی حاج یوسفی، بیژن کشاورز انتشارات علم